# Stefano Belandi
Stefano Belandi (Milano, 30 luglio 1972) è un ex triatleta italiano,  in forza al Gruppo Sportivo Fiamme Azzurre, specializzato nella distanza olimpica.
In carriera fu vicecampione ai campionati mondiali militari di Quimper nel 1997 e ai II Giochi mondiali militari di Zagabria nel 1999. Egli vanta, inoltre, due piazzamenti nella top 10 in gare di Coppa del Mondo a Monte Carlo e a Kapelle-op-den-Bos, entrambi nel 1999.
Nel 2000, in virtù della sua posizione nel ranking mondiale, conquistò la qualificazione olimpica per i Giochi della XXVII Olimpiade di Sydney, dove il triathlon fece il suo esordio come sport olimpico, ma il commissario tecnico Francesco Confalonieri scelse di non convocarlo per dei problemi fisici.
Ai campionati italiani di triathlon vanta gli argenti di Peschiera del Garda 1999 e Lido delle Nazioni 2006 e il bronzo a Tarquinia Lido 1997, l'oro ai campionati italiani di triathlon sprint di Imperia 2004 e il bronzo a Rimini 2003.